# Beate Sirota Gordon
Pour les articles homonymes, voir Gordon et Sirota.
Beate Sirota Gordon (25 octobre 1923 – 30 décembre 2012) est une militante pour les droits des femmes et chargée de diffusion de spectacle vivant. Elle est américaine d'origine autrichienne. Elle est connue pour avoir introduit le principe d'égalité des sexes dans la Constitution du Japon en 1946,,.

## Biographie

### Enfance et éducation
Beate Sirota Gordon est née en 1923 à Vienne. Elle est la fille unique de Léo Sirota, pianiste et d'Augustine Horenstein. Son père, un juif originaire d'Ukraine, a fui la guerre civile russe et s'installe en Autriche. Le chef d'orchestre ukrainien Jascha Horenstein est l'oncle maternel de Beate Sirota Gordon. La famille émigre au Japon en 1929 quand Léo Sirota accepte un poste de professeur à l'académie royale de musique (l'actuelle Université des arts de Tokyo). Beate Sirota Gordon va à l'école allemande de Tokyo jusqu'à ses douze ans. Elle s'inscrit ensuite à l'école américaine de Tokyo en raison de la propagande nazie de l'école allemande,. Elle vit 10 ans au Japon avant d'émigrer vers Oakland en Californie en 1939. Elle s'inscrit au Mills College où elle obtient un Baccalauréat universitaire en langues modernes en 1943. Elle y est intronisée dans la société étudiante Phi Beta Kappa. Elle est naturalisée américaine en janvier 1945.

### Seconde guerre mondiale et retour au Japon
Beate Sirota Gordon est totalement coupée de ses parents durant la Seconde Guerre mondiale. Elle a dit plus tard être l'une des 65 blanches à parler couramment le japonais en 1940. Pendant la guerre, elle travaille pour le Foreign Broadcast Information Service de la Federal Communications Commission. Elle travaille également pour le magazine Time.
Le 25 décembre 1945, elle est la première femme civile à entrer dans le Japon d'après guerre. Elle y retrouve ses parents qui ont survécu dans un camp d'internement d'étrangers à Karuizawa. Elle travaille comme traductrice auprès du commandement suprême des forces alliées dirigé par Douglas MacArthur. En plus du japonais, elle parle également couramment l'anglais, l'allemand, le français et le russe.
En février 1946, lors de la révision de la constitution du Japon, elle fait partie du sous-comité dédiée aux droits civiques,. Avec l'économiste Eleanor Hadley, elles sont les deux seules femmes à jouer un rôle dans cette révision. Sirota joue un rôle très important pour le statut et les droits des femmes dans la constitution. L'article 14, qui entre en vigueur en 1947, dispose notamment que toutes les personnes citoyennes sont égales devant la loi, sans qu’il y ait de discrimination dans les relations politiques, économiques ou sociales pour cause d’appartenance raciale, familiale, de religion, de sexe ou de statut social. Les femmes japonaises lui doivent également l'article 24 qui instaure l'égalité des droits entre mari et femme, notamment sur les questions d'héritage, et l'affirmation du consentement mutuel comme principe fondamental du mariage. Elle introduit également des articles relatifs au droit à l’éducation et au travail salarié pour les femmes.
Sirota traduit les négociations entre les comités d'écriture de la constitution japonais et américain.
En 1947, Charles A. Willoughby (en) mène une enquête sur elle et l'accuse d'avoir fait de la propagande communiste dans la constitution du Japon.

### Retour aux États-Unis: Diffusion de spectacle vivant
À son retour aux États-Unis avec ses parents en 1948, Beate Sirota Gordon se marie avec le lieutenant Joseph Gordon qui était chargé de l'équipe de traduction et d'interprétation également présente lors de la révision de la constitution japonaise. Elle s'installe à New York en 1947 et se remet à écrire pour le magazine Time. Elle revient à ce qui lui plait: le spectacle vivant qu'elle avait déjà étudié à Tokyo et au Mills College. En 1954, après le traité de San Francisco, la société japonaise de New-York ouvre à nouveau et elle y dirige les programmes scolaires et conseille l'orientation des étudiants. Elle rencontre Yoko Ono qui étudie là bas, avec qui elle restera amie. Elle travaille également avec des artistes et organise des conférences et des expositions, elle fait notamment venir Shikō Munakata. 1958, elle est nommée directrice du programme de spectacle vivant de la société japonaise. Elle a continué à faire des expositions et à faire connaitre des artistes japonais comme le musicien Toshi Ichiyanagi et la danseuse et chorégraphe Suzushi Hanayagi. Beate Sirota Gordon présente Hanayagi à Bob Wilson et ils créent plusieurs spectacles ensemble. En 1960, elle devient consultante en spectacle vivant auprès de l'Asia Society et s'ouvre à d'autres pays asiatiques.
Gordon est également consultante et conseillère auprès de producteurs comme Harold Prince et sa mise en scène du spectacle de Stephen Sondheim Pacific Overtures. Au début des années 1960, elle fait découvrir le Koto aux Américains et présente Henry Cowell à Kimio Eto. Cowell a ensuite écrit un concerto pour Koto et orchestre pour Eto. Ce concerto est joué par lors d'une tournée par Leopold Stokowski et l'Orchestre de Philadelphie à New-York et Philadelphie notamment.Gordon a également produit les premiers spectacles asiatiques du Lincoln Center for the Performing Arts.
Sa recherche d'artistes authentiques l'a amené à voyager jusque dans des endroits reculés comme Purulia, une ville indienne du Bengale-Occidental ou encore Kuching en Malaisie. Elle fait venir 34 compagnies de danse traditionnel et de théâtre de 16 pays différents. Ces spectacles qui sont vus par 1,5 million de personnes d'environ 400 villes et 42 états changent l'expérience du spectacle vivant asiatique pour les spectateurs américains. Ils ont également contribué à l'influence asiatique de l'art, du design, du théâtre, de la musique et de la littérature post seconde guerre mondiale.
Gordon produit une série de douze épisodes d'une demi-heure sur les arts japonais. Cette série a été diffusée sur la chaîne TV new-yorkaise WNET. Elle commente également une série sur la musique traditionnelle et populaire du Japon, de Chine, d'Inde et de Thaïlande diffusée sur la chaîne new-yorkaise WPXN-TV (en). Elle produit 8 albums de musique asiatique édités chez Nonesuch Records. Elle est consultante pour le programme de danse du National Endowment for the Arts.

### Décès
Le 30 décembre 2012, Beate Sirota Gordon meurt à l'âge de 89 ans chez elle, à Manhattan, d'un cancer du pancréas. Sa dernière prise de position publique concerne la préservation des droits des femmes dans la constitution du Japon. Son mari, Joseph Gordon, est mort 4 mois plus tôt à l'âge de 93 ans.

## Publications
- Introduction to Asian Dance (1964)
- An Introduction to the Dance of India, China, Korea [and] Japan (1965)
- 1945年のクリスマス: 日本国憲法に「男女平等」を書いた女性の自伝 (1995)
- The Only Woman in the Room: a Memoir (1997)

## Récompenses et honneurs
- 1985: Obie Awards pour avoir fait découvrir le Samulnori aux États-Unis
- 1990: Bessie Awards
- 1991: Doctorat honoris causa en beaux-arts par le Mills College
- 1992: Médaille du président City College of New York
- 1998: membre de l'Ordre du Trésor sacré
- 2008: Doctor of Laws par le Smith College
- 2011: Doctorat honoris causa par le Mills college